# BBC Knowledge
BBC Knowledge är en renodlad fakta- och dokumentärkanal från det brittiska public service-tv- och radiobolaget BBC:s kommersiella arm BBC Worldwide och dess förgrening BBC Nordic. Sändningarna till Sverige startade den 3 december 2008 samtidigt som BBC Lifestyle och BBC Entertainment lanserades av BBC Nordic. Kanalen sänder i en version speciellt framtagen för den skandinaviska marknaden med undertexter på de skandinaviska språken. Den främsta anledningen till att kanalen sänder i olika versioner för olika regioner är tillgången till program. Ofta har man enbart rättigheter att sända ett visst program över en specifik region. Den nordiska versionen tenderar att ha ett betydligt mer sparsmakat utbud än vad public service-kanalerna från BBC i Storbritannien har. 

## Målgrupp
Kanalen riktar sig till tittare i länder utanför Storbritannien och ingår i BBC:s kommersiella del BBC Worldwide som saknar public service-skyldigheter. BBC Worldwides uppgift är att på kommersiella grunder skapa verksamheter som ger intäkter och kommer BBC:s inhemska verksamhet till godo. BBC Knowledges syfte är att tjäna pengar som bidrar till att finansiera de inhemska public service-kanalerna. Verksamheten sker helt och hållet på kommersiella grunder och inga bidrag kommer från den brittiska tv-licensen. Andra kanaler i denna kategori är BBC Lifestyle, BBC World News, BBC Entertainment, BBC HD och UKTV. Den sistnämnda sänder ett antal (cirka tio) reklamkanaler inom Storbritannien på Sky-plattformen.

## Historia
Föregångarna till BBC Knowledge var BBC TV Europe och BBC Prime. Den förstnämnda sände från 1987 till 1991 till tittare över hela Europa via satellit och kabel. Kanalen samsände en blandning av program från BBC One och BBC Two och varvade dessa med reklamavbrott. Samma program som visades i Storbritannien sändes alltså till tittarna i Europa. BBC TV Europe fungerade på samma sätt som svenska SVT Europa idag samsänder program från SVT1 och SVT2 till tittare utanför Sveriges gränser.
BBC TV Europe ersattes dock 1991 av kanalen BBC World Service Television. Programpolicyn förändrades helt eftersom brittiska politiker beslutat att licenspengar enbart skulle få gå till BBC:s inhemska verksamhet. Samsändningarna med BBC One och BBC Two upphörde och ersattes av repriser av gamla serier. 1995 lades kanalen ner och ersattes med nyhetskanalen BBC World och underhållningskanalen BBC Prime. BBC Prime blev en best of-kanal som visade godbitar från BBC:s arkiv.

## Mottagning
Kanalen är en kodad betalkanal. Att abonnera på enbart BBC Knowledge går i Sverige om man har digital-TV från operatören Canal digital. Via parabol är man tvungen att abonnera på ett kanalpaket från för att få tillgång till kanalen. I detta fall sänds kanalen på satelliten Thor. Via kabel-TV är kanalen ännu inte tillgänglig i större skala. Förhandlingar pågår dock med Com hem om en lansering i deras nät.
BBC:s inhemska public service-kanaler BBC One, BBC Two BBC Three, BBC Four, BBC News, CBBC, CBeebies, BBC Parlament och den inhemska versionen av BBC HD är officiellt inte tillgängliga i Sverige. Trots detta är det på flera platser i Sverige möjligt att ta emot de digitala sändningarna från satelliten Astra 2D om man har en tillräckligt stor parabolantenn. Programkort eller abonnemang krävs inte då sändningarna är okodade. I Stockholmsområdet räcker det med en 120 cm stor parabol för att kunna ta emot sändningarna.